# Leuctra iliberis
Leuctra iliberis is een steenvlieg uit de familie naaldsteenvliegen (Leuctridae). De wetenschappelijke naam van de soort is voor het eerst geldig gepubliceerd in 1988 door Sánchez-Ortega & Alba-Tercedor.